# Derechos de paternidad y aborto
El tema de los derechos de paternidad y el aborto es una extensión tanto del debate sobre el aborto como del movimiento por los derechos de los padres. El aborto puede ser motivo de desacuerdo y litigio entre las parejas.

## Historia
El derecho romano permitía los abortos inducidos pero lo regulaba teniendo en cuenta al padre biológico. El emperador Septimio Severo dictaminó del año 211 d. C. que una mujer que tuvo un aborto sin el consentimiento de su esposo debería enfrentarse al exilio por haber privado a su esposo de hijos.
En su discurso Pro Cluentio, pronunciado en el 66 a. C., Cicerón se refiere a un caso del que había oído hablar en el que una mujer de Mileto fue condenada a muerte por haber abortado su embarazo, al recibir sobornos de quienes podían heredar el patrimonio de su marido si él no produjera heredero. Cicerón dijo que al hacerlo había "destruido la esperanza del padre, el recuerdo de su nombre, el suministro de su raza, el heredero de su familia, un ciudadano destinado al uso de la república".
Un escritor griego del siglo IV a. C. de Alejandría, Egipto, Sopater, citó al abogado Lysias, quien se había referido a un juicio en Atenas en el que un hombre llamado Antígeno acusó a su esposa de haberlo privado de un hijo al abortar.

## Los hombres y el aborto en la ley
La cuestión de si un hombre tiene derecho legal a promover sus intereses personales, ya sea en materia de aborto, aternidad o adopción, por encima de los de la mujer, varía según la región.
En 2011, se informó que Indonesia, Malawi, Siria, los Emiratos Árabes Unidos, Guinea Ecuatorial, Kuwait, Maldivas, Marruecos, Corea del Sur, Arabia Saudita, Japón, Taiwán y Turquía tenían leyes que requerían que el aborto fuera autorizado el primer lugar por el marido de la mujer. Sin embargo, en algunos países, esta estipulación puede ser omitida o anulada si existe una preocupación genuina por la salud materna.
Desde caso Roe v. Wade, algunos estados en los Estados Unidos han intentado promulgar leyes que requieren el consentimiento del cónyuge. Todas estas leyes se han declarado inconstitucionales, tanto el consentimiento del cónyuge en la decisión de 1976 Planned Parenthood v. Danforth y como el conocimiento del cónyuge en la decisión de 1992 Planned Parenthood v. Casey.

### Casos legales
En China, el esposo de una mujer que abortó presentó una demanda en su contra en 2002 conforme a una ley que pretendía otorgar igualdad sexual en términos de maternidad y decisiones anticonceptivas. La ley establece que una mujer no tiene una prioridad absoluta sobre su cónyuge para decidir si debe tener un hijo.
Han surgido varios casos legales en el mundo occidental en los que los hombres han tratado de impedir que las mujeres con las que habían estado sexualmente activos obtuvieran un aborto, todo lo cual falló:
- 1978: William Paton, de Liverpool, Reino Unido, intentó impedir que su esposa separada, Joan, se practicara un aborto en el caso de 1978, Paton v. Fideicomisarios de los Fideicomisarios del Servicio Británico de Asesoramiento sobre el Embarazo. Un juez falló a favor de su esposa y la posterior solicitud del Sr. Paton para una audiencia ante el Tribunal Europeo de Derechos Humanos también fue denegada.[8][9][10]

- 1987: Robert Carver, del Reino Unido, trató de prevenir un aborto en el caso de 1987 C v. S. Afirmó que la Ley de Vida Infantil (Preservación) se aplicaba al feto, ya que, en ese momento, su exnovia tenía 21 semanas de embarazo. Cuando el Tribunal Superior de Justicia y el Tribunal de Apelación desestimaron el caso, fue llevado ante la Cámara de los Lores, donde tres Lores de la Ley se pusieron del lado de las decisiones anteriores. Todo el proceso legal tomó 36 horas, ya que la Autoridad de Salud se negó a permitir un aborto antes de llegar a una decisión, por lo que es uno de los casos más rápidos en la historia de la ley británica. No obstante, la mujer involucrada eligió llevar el embarazo a término y le dio el bebé a Carver.[8][9][10][11]

- 1989: Jean-Guy Tremblay de Quebec, presentó una demanda contra su novia, Chantal Daigle, en un intento por evitar que obtuviera un aborto inducido en el caso canadiense de 1989 Tremblay v. Daigle. La Corte Suprema de Canadá finalmente dictaminó que no existía un precedente para el derecho de un hombre a proteger su "posible progenie", ya que no se encontró que un feto tuviera derecho a la vida bajo la Carta de Derechos Humanos y Libertades de Quebec.

- 2001: Stephen Hone, de Coventry, Reino Unido, intentó sin éxito evitar que su exnovia Claire Hansell abortara.[12]

Acerca de los hombres que deciden rechazar la paternidad en caso de un embarazo no deseado y pedir un aborto financiero:
- 2006: El Caso de manutención infantil de Matt Dubay fue un caso legal entre Matt Dubay y su exnovia, ambos de Saginaw, Michigan, Estados Unidos. Dubay afirmó en documentos judiciales que informó a su exnovia que no tenía interés en convertirse en padre. Dubay también afirmó en documentos judiciales que, en respuesta, ella dijo que era infértil y que, como una capa adicional de protección, ella estaba usando anticonceptivos.[13] El caso fue apodado «Roe v. Wade para Hombres» por el Centro Nacional para Hombres. La demanda de Dubay fue desestimada por el juez.

- 2017: En Uruguay, un hombre se amparó contra la decisión abortiva de su pareja. La jueza Pura Book prohibió el aborto.[14]

## Controversia
Quienes apoyan el derecho de un hombre a intervenir en las decisiones reproductivas de una mujer, argumentan que no es razonable que, después de que haya ocurrido la fecundación, las mujeres a menudo reciban más opciones con respecto al embarazo y la paternidad que los hombres.  Armin Brott ha dicho al respecto: «Una mujer puede privar legalmente a un hombre de su derecho a ser padre o forzarlo a serlo contra su voluntad».

### Veto del aborto
Los activistas por los derechos de los hombres y los derechos de los padres han argumentado que los hombres deberían tener poder de veto sobre las decisiones de sus socias para abortar. De manera similar, el filósofo George W. Harris ha escrito que, si un hombre copula con una mujer con el objetivo explícito de tener un hijo, de una manera que sea mutuamente consensual, sería moralmente inaceptable que esa mujer tenga un aborto más tarde.
Quienes se oponen a que los hombres tengan el derecho de involucrarse directamente argumentan que debido a que es el cuerpo de la mujer el que lleva al bebé por nacer, su determinación a favor o en contra del aborto debería ser la única. Marsha Garrison, profesora de la Facultad de Derecho de Brooklyn, declaró que los tribunales de EE.UU. reconocen que «el embrión está en el cuerpo de la mujer, está dentro de ella y no se puede separar de ella, por lo que no es solo su decisión sobre si llevar o no un hijo, se trata de su cuerpo».
Alrededor del 98.3% de los abortos en dicho país son electivos, incluyendo razones socioeconómicas o para el control de la natalidad. El 1.3% restante se debe a las siguientes razones: en casos de violación, 0.3%; en casos de incesto, 0.03%; en casos de riesgo para la vida materna, 0,1%; en casos de riesgo para la salud materna, 0,8%; y en casos de problemas de salud fetal, 0.5%.

### Notificación del aborto
En un informe especial de 2002 de los Estados Unidos de Gallup mencionó que solo el 38% de la población se oponía a notificar al esposo de una mujer casada sobre un aborto. En una encuesta de Gallup de 2003, el 72% de los encuestados estaba a favor de la notificación al esposo, con el 26% en contra; de los encuestados, el 79% de los hombres y el 67% de las mujeres respondieron a favor de la notificación en parejas casadas.

### Veto del embarazo
El bioeticista Jacob Appel ha preguntado: «si uno le otorga a un hombre el poder de veto sobre la decisión de una mujer de abortar en los casos en que está dispuesto a pagar por el niño, ¿por qué no se le concede el derecho de exigir un aborto cuando no está dispuesto a proveer al niño?».

### Optar por salir de la paternidad
Melanie McCulley, abogada del estado de Carolina del Sur, en su artículo de 1998, «El aborto masculino: el derecho del padre putativo a terminar con sus intereses y las obligaciones para con el niño por nacer», en referencia a los casos en que hombres que no desean convertirse en padres han sido obligados a pagar la pensión alimenticia. Ella establece la teoría del «aborto masculino», en la que sostiene que los hombres deberían poder terminar sus obligaciones legales con los niños no deseados. En 2006 hubo una demanda judicial conocida como «Dubay vs Wells». El caso y la apelación fueron desestimados por la Corte de Apelaciones de los Estados Unidos (Sexto Circuito).

#### Optar por entrar en la paternidad
También es posible, en lugar de tomar la postura de que los hombres deben tener la libertad de renunciar a unas responsabilidades y derechos inherentes, tomar la postura de que estos primero deben optar por aceptar asumir esas responsabilidades para ser obligado a seguirlas, y solo al hacerlo, se obtienen derechos y obligaciones de paternidad. Esto es lo que ocurre durante la adopción.